# 로렌시아
로렌시아(Laurentia)는 북아메리카 대륙, 그린란드, 시베리아 북동부 등을 포함한 지질 시대 대륙괴를 지칭하는 말로 중생대 쥐라기까지 초대륙 판게아의 일부인 로라시아의 일부 대륙을 지칭하였으나 중생대 백악기에 이르러 독립적인 대륙으로 분리되었다.